# Kanda Yumemi
Yumemi Kanda (神田 夢実 Kanda Yumemi, sinh ngày 14 tháng 9 năm 1994) là một cầu thủ bóng đá người Nhật Bản. Hiện tại anh thi đấu cho Ehime FC.

## Thống kê sự nghiệp

### Câu lạc bộ
Cập nhật đến ngày 23 tháng 2 năm 2018.
| Câu lạc bộ        | Mùa giải | Giải vô địch | Giải vô địch | Cúp Hoàng đế Nhật Bản | Cúp Hoàng đế Nhật Bản | Tổng    | Tổng      |
| Câu lạc bộ        | Mùa giải | Số trận      | Bàn thắng    | Số trận               | Bàn thắng             | Số trận | Bàn thắng |
| ----------------- | -------- | ------------ | ------------ | --------------------- | --------------------- | ------- | --------- |
| Consadole Sapporo | 2013     | 4            | 0            | 3                     | 1                     | 7       | 1         |
| SC Sagamihara     | 2014     | 10           | 0            | -                     | -                     | 10      | 0         |
| Consadole Sapporo | 2015     | 7            | 0            | 2                     | 0                     | 9       | 0         |
| Consadole Sapporo | 2016     | 6            | 0            | 2                     | 1                     | 8       | 1         |
| Ehime FC          | 2017     | 17           | 1            | 2                     | 0                     | 19      | 1         |
| Tổng              | Tổng     | 44           | 1            | 9                     | 2                     | 53      | 3         |